# Affaire Catrine da Costa
L'affaire Catrine da Costa est une affaire criminelle qui a passionné la Suède. Tout commence en juin 1984 avec la disparition d'une jeune prostituée dans le centre de Stockholm. Son corps est retrouvé un mois plus tard découpé en morceaux. Après plusieurs années d'enquête, deux médecins sont jugés pour le meurtre en 1988. Bien qu'il ne fasse selon la cour aucun doute que les deux hommes sont à l'origine des mutilations, leur responsabilité dans la mort de la jeune femme n'est pas établie et ils sont finalement acquittés.
La procédure judiciaire n'en reste pas là. Les deux médecins essayent tour à tour, et sans succès, de faire lever l'interdiction d'exercer qui a été prononcée à leur encontre, et d'obtenir des réparations pour le préjudice qui leur a été causé. Un dernier jugement de la cour suprême intervient aussi tard qu'en juillet 2012.
Au cours des ans, l'affaire fait l'objet d'un intense suivi médiatique, de nombreux livres lui sont consacrés et elle est au cœur de nombreuses émissions de radio et de télévision.

## La disparition
Printemps 1984. Catrine da Costa, 27 ans, se prostitue dans le centre de Stockholm. Droguée, elle sort d'un mariage avec un homme originaire du Portugal, pays où elle a elle-même résidé à plusieurs reprises. Ses deux enfants lui ont été retirés par les services sociaux. Ses plus proches relations sont sa mère et sa sœur, qui résident toutes deux à Solna dans la proche banlieue de la capitale suédoise. Elle change fréquemment de domicile, résidant chez des amis de passage. Le 10 juin 1984, dimanche de la Pentecôte, elle disparait. D'après un témoignage, elle est vue pour la dernière fois par un vieil homme dans le quartier d'Östermalm à Stockholm.
Plus d'un mois plus tard, le 18 juillet 1984, des sacs plastiques contenant des morceaux du corps de Catrine da Costa sont retrouvés à Talludden au bord de la voie rapide Essingeleden. 
Le 7 août, d'autres sacs contenant des restes de la jeune femme sont découverts à un kilomètre de là, rue Eugeniavägen à proximité de l'institut Karolinska. La tête, les organes génitaux, les organes internes et un sein ne seront toutefois jamais retrouvés.

## Le légiste et le généraliste
Les soupçons des enquêteurs se portent rapidement sur un médecin de l'institut de médecine légale de Solna. L'homme a à plusieurs reprises sollicité les services des prostituées de la rue Malmskillnadsgatan dans le centre de Stockholm, et son lieu de travail se situe à mi-chemin entre les deux endroits où les morceaux du corps de Catrine da Costa ont été retrouvés. Interpelé le 3 décembre 1984, il est toutefois relâché cinq jours plus tard.
Le médecin est finalement renvoyé devant la justice en janvier 1988, en compagnie d'un collègue généraliste. Les deux hommes sont accusés d'avoir tué Catrine da Costa et d'avoir découpé son corps dans les locaux de l'institut de médecine légale de Solna. Dans l'attente d'un éventuel procès, l'identité des deux hommes n'est pas révélée et ils sont connus dans les médias comme « le légiste » et « le généraliste ».  

## Procès au pénal
Les médecins sont interpelés à l'automne 1987 et jugés pour meurtre par le tribunal de Stockholm en janvier 1988. Le 8 mars, ils sont reconnus coupables par un jury non-unanime. La majorité du jury (la présidente et un juré sont en désaccord) estime qu'il existe des éléments accablants prouvant que les accusés ont commis le meurtre, et ordonne une expertise psychiatrique des deux hommes.
Le procès devant la cour de Stockholm doit toutefois être rejugé. En effet, lors d'un entretien accordé au journaliste Richard Aschberg, le juré fait des révélations sur le contenu des délibérations. Ces informations sont publiées le 9 mars 1988 par le journal Aftonbladet. La défense des médecins saisit la cour d'appel de Svea, demandant l'annulation de l'expertise psychiatrique et la remise en liberté des deux prévenus, considérant entre autres qu'un vice de procédure a été commis avec la violation par le juré du secret des délibérations, mais aussi en raison de l'absence de la présidente lors de la dernière séance de ces mêmes délibérations. La cour d'appel confirme le vice de procédure et entreprend un examen des faits avant de se prononcer sur le maintien en détention des accusés. Dans son arrêt, la cour affirme qu'il existe « plusieurs éléments accablants pour les inculpés qui permettent d'affirmer que le corps de Catrine da Costa a été découpé à l'institut de médecine légale de Solna pendant le weekend de la Pentecôte 1984 ». Toutefois, la cour estime que certaines questions essentielles restent sans réponses, en particulier les causes du décès de la jeune femme n'ont pas été établies. La cour relève également que certains jurés ont « affirmé à la presse avoir des doutes quant à la solidité des éléments à charge », et estime en conclusion qu'« il existe un risque considérable que le jugement ne soit pas confirmé lors d'un procès en appel », et que le maintien en détention ne se justifie donc pas. Les deux accusés sont remis en liberté.
Le 30 mai 1988, un nouveau procès s'ouvre au tribunal de Stockholm. La cour sollicite la déposition d'un expert de la direction des affaires sociales, qui conclut que dans la mesure où les organes vitaux de la jeune femme n'ont pas été retrouvés, on ne peut exclure que Catrine da Costa soit morte de causes naturelles. Dans son jugement du 8 juillet, la cour rejette l'ensemble des charges contre les deux médecins (qui étaient aussi accusés l'un d'attentat à la pudeur sur mineur et l'autre de coups et blessures). Le tribunal affirme néanmoins dans ses conclusions qu'il est « établi sans le moindre doute » que les deux médecins ont découpé le corps, mais que les faits remontants à plus de deux ans, le crime de recel de cadavre est prescrit. Les médecins n'ayant du reste pas été mis en accusation pour recel de cadavre, il ne leur était pas possible de se défendre sur ce point.
Après leur acquittement, les médecins tentent de faire appel de ces conclusions, ce qui leur est refusé. En effet, seul le verdict peut faire objet d'un appel, et non les conclusions de la cour. Il est par ailleurs interdit à un acquitté de faire appel d'un verdict d'acquittement. Le 30 septembre 1988, la cour d'appel rejette ainsi la requête des médecins, estimant qu'ils ont été de facto acquittés en première instance. Au début de l'année 1989, les médecins se voient refuser le droit de faire appel par la cour suprême.
L'examen des procès par le chancelier de justice conduit en mars 1989 à un réhabilitation partielle du premier jugement. Aussi bien le président du tribunal lors du deuxième procès que l'intervention de la cour d'appel sont critiqués. D'après le chancelier de justice, l'intervention du juré dans les médias ne constituait pas un vice de procédure suffisamment grave pour justifier d'un nouveau procès.

## Révocation des licences des médecins
La direction des affaires sociales soumet à la commission disciplinaire des services de santé (suédois : Hälso- och sjukvårdens ansvarsnämnd, HSAN) une requête visant à la révocation des licences des deux médecins. La direction des affaires sociales se base sur les conclusions du tribunal de Stockholm qui affirme que les deux hommes sont les auteurs des mutilations commises sur le corps de Catrine da Costa. Les licences sont révoquées le 23 mai 1989, malgré les opinions divergentes des juristes de la commission disciplinaire.
Cette révocation est contestée par les deux médecins devant la justice. En première instance, le 6 octobre 1989, le tribunal administratif leur donne raison et annule la décision de la commission disciplinaire. À la suite de ce verdict, la cour administrative suprême demande qu'il soit procédé à un réexamen des faits dans leur globalité, en incluant tous les éléments à charge présentés devant le tribunal de Stockholm. La cour administrative suprême estime en effet qu'un jugement sur la révocation des licences doit s'accompagner du même degré d'exigence qu'un procès qui aurait pour objet le découpage du corps.
Le 31 mai 1991, la cour administrative d'appel confirme la révocation des licences. Elle estime qu'il est établi sans le moindre doute que ce sont les deux médecins qui ont découpé le corps. Cette décision est suivie
- d'un appel auprès de la cour administrative suprême,
- de demandes de révision et d'une plainte pour vice de procédure aggravé auprès de la cour d'appel de Svea et de la cour suprême,
- de trois demandes de révision auprès de la cour administrative suprême, traitées en 2001, 2004 et 2011,

sans toutefois que les deux médecins n'obtiennent gain de cause. Une requête déposée auprès de la Cour de justice de l'Union européenne se voit opposer une fin de non-recevoir.

## Action contre l'état en dommages et intérêts
Assisté du professeur émérite en droit civil Anders Agell, les deux médecins intentent un procès à l'état suédois dans le but d'obtenir réparation du préjudice qu'ils estiment avoir subi. Par le biais du chancelier de justice, l'état considère cette requête en dédommagement prescrite, en raison de l'ancienneté des faits. Dans un jugement intermédiaire en avril 2008, le tribunal d'Attunda, représenté par le juge  Nils Hedström, estime au contraire qu'il n'y a pas prescription.
À la fin du mois de novembre 2009, les deux médecins pénètrent une nouvelle fois dans une salle d'audience. Ils exigent de l'état le paiement de 40 millions de couronnes en dommages et intérêts, estimant que leurs vies ont été brisées. Les médecins sont déboutés par la cour le 18 février 2010. Ils interjettent un appel auquel il n'est pas donné suite. La cour suprême, qui estime (à la différence du tribunal de première instance) que la plupart des faits sont prescrits et que le reste est sans fondement, refuse également en juillet 2012 tout procès en appel. Le verdict du tribunal de première instance est donc confirmé.